# Маттей, Марио
Марио Маттей (итал. Mario Mattei; 6 сентября 1792, Пергола, Папская область — 7 октября 1870, Рим, королевство Италия) — итальянский куриальный кардинал, доктор обоих прав. Камерленго Священной Коллегии кардиналов с 20 января 1834 по 6 апреля 1835, с 1848 по 1850. Префект экономии Священной Конгрегации Пропаганды Веры с 1837 по 1843. Министр внутренних дел Папской области со 2 декабря 1840 по 1847. Префект Священной Конгрегации Священной Консульты с 1841 по 1847. Архипресвитер патриаршей Ватиканской базилики и Секретарь Конгрегации фабрики Святого Петра с 11 марта 1843 по 7 октября 1870. Префект Верховного Трибунала Апостольской Сигнатуры с 4 июля 1854 по 3 февраля 1858. Апостольский продатарий с 3 февраля 1858 по 7 октября 1870. Декан Священной Коллегии Кардиналов с 30 сентября 1860 по 7 октября 1870. Префект Священной Конгрегации Церемониала с 30 сентября 1860 по 7 октября 1870. Кардинал-дьякон со 2 июля 1832, с титулярной диаконией Санта-Мария-ин-Аквиро с 17 декабря 1832 по 22 июля 1842. Кардинал-священник с титулом церкви Санта-Мария-дельи-Анджели-э-деи-Мартири с 22 июля 1842 по 17 июня 1844. Кардинал-епископ Фраскати с 17 июня 1844 по 23 июня 1854. Кардинал-епископ Порто и Санта-Руфины с 23 июня 1854 по 17 декабря 1860. Кардинал-епископ Остии с 17 декабря 1860.